# Chinyelu Asher
Chinyelu Bessum Asher, född 20 maj 1993, är en amerikanskfödd jamaicansk fotbollsspelare som spelar för Jamaicas damlandslag.

## Karriär
Chinyelu Asher började spela fotboll vid 9 års ålder, tillsammans med sin far Kevin Asher, som är jamaican. Asher tränade löpning under hela gymnasiet och gjorde upprepade i nationella mästerskap och ungdoms-OS. Samtidigt som satsningen på löpningen så spelade Asher i Freestate United och med sin skolas pojklag under träningarna.
Mellan 2011 och 2013 spelade Asher collagefotboll för Purdue Boilermakers. Hon flyttade 2014 till Louisville Cardinals.
Inför säsongen 2016 värvades Asher till BIIK-Kazygurt i den kazakiska ligan och spelade bland annat 7 matcher i UEFA Women's Champions League 2016–17. Året efter gick karriären vidare i det colombianska laget Santa Fe. Laget vann högsta serien säsongen 2017. 2018 var Asher tillbaka i USA och deltog i försäsongsträningen för Washington Spirit. Inför säsongen 2019 skrev Asher kontrakt med norska Stabæk i januari 2019. 2021 var Asher återigen tillbaka i Washington Spirit och spelade två matcher för laget under säsongen. 2022 gick flytten till Stockholm och Solna för spel i AIK inför lagets andra raka säsong i Damallsvenskan. 
Även om Asher föddes i USA, så har hon valt att representera Jamaica i landslagssammanhang då hennes far är jamaican. Asher gjorde sin debut med Jamaicas U20-landslag 2012 under CONCACAF Women's U-20 Championship. Seniordebuten kom 2016 i en kvalmatch till OS. Asher blev uttagen till Jamaicas VM-trupp 2019. Hon gjorde sin världsmästerskapsdebut under lagets första gruppspelsmatch mot Brasilien i Grenoble.